# کلیسای سنت کرالو
کلیسای سنت کرالو، که بیشتر از دیدگاه تاریخی با نام کلیسای جامع ویل آو گلامورگن شناخته می‌شود، کلیسایی درجه یک است که در کویچرچ سفلی، شهرستان بریجند، ولز جنوبی جای گرفته است.

## تاریخچه

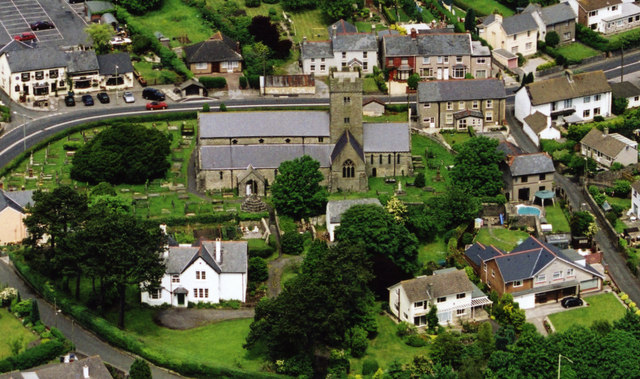
کلیسای سنت کرالو

نیایش‌گاه به قدیس سلتی سدهٔ ششم، کرالو، پیشکش شده است؛ که گفته می‌شود با سنت ایلتیذ و بانوکانا نیز خویشاوند بوده است. روستایی که نیایش‌گاه در آن جای دارد، «کوی‌چرچ»، در زبان ولزی «لَنگرالو» خوانده می‌شود: «لَن» به معنی نیایش‌گاه، و «گرالو» همان کرالو است؛ یعنی نیایش‌گاهِ کرالو. باور بر آن است که این فرزانه، پیش از برپایی بنای میان‌سده‌ای کنونی، نیایش‌گاهی در همین جای بنیاد نهاده‌بود.
نیایش‌گاه کنونی به نیمه تا پایان سدهٔ سیزدهم بازمی‌گردد، زمانی که به‌عنوان بخشی از هموندستانِ سنت کرالو ساخته شد. این نیایش‌گاه از هنگام ساخت، دگرگونی‌ای به خود ندید، تا آن‌که جان پریچارد در سال ۱۸۷۰ کارِ بازسازی را آغاز کرد. در آن زمان، برجی از ساختمان بازسازی نشد، چرا که استوار می‌نمود و نیز توان مالی برای کارِ بیشتر در دسترس نبود.
در ۷ فوریه ۱۸۷۷ میلادی، برج بی‌هشدار فرو ریخت. بخش جنوبی نیایش‌گاه ویران شد و بخش شمالی آن آسیب فراوان دید. فروپاشی برج، صلیب سنت کرالو در میانسرا را نیز خسارت زد. در سال ۱۸۸۸، نیایش‌گاه امید داشت با کمک نقشه‌ای از ف.ر. کمپسون صلیب را بازسازی کند. تکه‌های صلیب با دقت حفظ شدند. صلیب دوباره سرهم‌بندی شد و اکنون درون نیایش‌گاه نگهداری می‌شود. هنگام فرو ریختن برج، پیمانکاری مشغول جابه‌جایی پیکرهای دفن‌شده در کنار برج بود؛ حدود ۱۸۰۰ پیکر به سوی سوی خاوری نیایش‌گاه منتقل می‌شدند.
از آنجا که بخش ناو آسیب کمی دیده بود، دیوار موقتی در بخش خاوری ساخته شد تا نیایش‌گاه بتواند آیین‌ها را برگزار کند. این وضعیت تا زمان تأمین بودجه برای بازسازی ادامه یافت. در سال ۱۸۸۸، مسئولیت بازسازی به ف.ر. کمپسون سپرده شد. پنجره‌های شیشه‌رنگی راهرو توسط استودیوی سلتی در نیمه سده بیستم نصب شد، و پنجره‌های شیشه‌نگاری غربی در سال ۱۹۶۳ توسط فرانک روپر افزوده شدند.

## معماری
نیومن نیایش‌گاه سنت کرالو را «بزرگ و شگفت‌انگیز» می‌خواند، و ای. اِی. فریمن در سال ۱۸۵۷ نوشت که این ساختمان می‌تواند «نمونه‌ای شایسته برای نیایش‌گاهی کوچک در سرزمین‌های فرادریا» باشد. این نیایش‌گاه، که در نیمه تا پایان سدهٔ سیزدهم ساخته شده، ساختاری چلیپایی دارد.
نیایش‌گاه یادبودی از فرهنگ‌نویس توماس ریچاردز دارد، و همچنین تابوت سنگی سده چهاردهم با نقش راهب در حال نیایش که با جزئیات دقیق بر روی تابوتی ساده حک شده است، و لوحه‌ای از سده هجدهم به یاد ریچارد هاول بر دیوار غربی. نیایش‌گاه سنت کرالو در ۲۶ ژوئیه ۱۹۶۳ به عنوان بنای درجه یک ثبت شد. در میان‌سرا، ستون صلیب سلتی کوی‌چرچ جای دارد که اثری ثبت‌شده و پاسداری‌شده است.

## کتابشناسی
- گْلین, استفن ریچارد (1888). "یادداشت‌هایی دربارهٔ کلیساهای قدیمی در چهار اسقف‌نشین ولز". Archaeologia Cambrensis. دبلیو. پیکرینگ. hdl:2027/mdp.39015065744024.
- جونز, دیوید دِیوِن (1910). کِلت‌های اولیه و کلیسای آنان. دابلیو سْپورِل. hdl:2027/uc1.$b286541.
- مورگان, توماس (1912). نام مکان‌های ولز. جِی.ای. ساوت‌هال. hdl:2027/hvd.32044017961624.
- نیومن, جان (1995). گْلامورگان. لندن: گروه پنگوئن. ISBN 0140710566.
- کمیسیون سلطنتی آثار باستانی و تاریخی ولز (1975). فهرست آثار باستانی گلامورگان: پیشا نورمن، بخش یک دوران سنگ و مفرغ، بخش دو دوران آهنگ و اشغال رومی، بخش سه دوران مسیحیت اولیه. کمیسیون سلطنتی آثار باستانی و تاریخی ولز. ISBN 978-0-1170-0590-7.
- سایکْس, ویرت (1880). جن‌های بریتانیایی: فولکلور ولزی، اسطوره‌های پریان، افسانه‌ها و سنت‌ها. اس. لو، مارستون، سیرل و ریوینگتون. p. 387. کلیسای سنت کرالو.

الگو:بریجند